# Albert Hanken
Albert Frederik Gerhard Hanken (Hillegersberg, 9 oktober 1926 – Amstelveen, 21 december 2016) was een Nederlands wis- en natuurkundige en hoogleraar systeemleer aan de Technische Hogeschool Twente.

## Levensloop
Hanken studeerde wiskunde en natuurkunde aan de Vrije Universiteit Amsterdam en promoveerde hier in 1954. Hierna was hij van 1955 tot 1967 werkzaam in de Verenigde Staten, de laatste twee jaar als docent Systems Engineering aan het Georgia Institute of Technology.
Vanaf 1968 is Hanken docent systeemleer Technische Hogeschool in Twente en Eindhoven. Van 1974 tot 1986 was hij hoogleraar Systeemleer aan de Technische Hogeschool Twente met de leeropdracht over systeembegrippen en -methoden in de maatschappijwetenschappen. Onder hem gepromoveerd zijn emeritus hoogleraar bedrijfskunde Ton de Leeuw en hoogleraar Walter Kickert.
Hanken heeft een belangrijke bijdragen geleverd aan de introductie en verspreiding van systeemtheorie in Nederland. Hij was in 1970 een van de initiatiefnemers van de Systeemgroep Nederland of Dutch Systems Group.
Hanken overleed op 90-jarige leeftijd, hij werd begraven op Zorgvlied.

## Publicaties
- 1973, Inleiding tot de systeemleer ism H.A. Reuver, Leiden : Stenfert Kroese.
- 1977, Sociale systemen en lerende systemen, ism H.A. Reuver, Leiden : Stenfert Kroese.
- 1981, Cybernetics and society : an analysis of social systems. Taylor & Francis. ISBN 0856261688.
- 1982, Onderneming en overheid in systeemdynamisch perspectief, redactie ism. J.H.L. Oud, Den Haag : Academic Service.
- 1994, Balanceren tussen Boeddha en Freud , Utrecht : Het Spectrum.
- 2002, De mystiek ontsluierd , Budel : Damon.
- 2007. Religie zonder god. Eburon Uitgeverij B.V. ISBN 9059722264
- 2010. Mysticism without Mystery. Eloquent Books. ISBN 978-1609118631